# Vote sanction
 (janvier 2015).
Si vous disposez d'ouvrages ou d'articles de référence ou si vous connaissez des sites web de qualité traitant du thème abordé ici, merci de compléter l'article en donnant les références utiles à sa vérifiabilité et en les liant à la section « Notes et références ».
Le vote sanction est, dans la démocratie représentative moderne, un vote punitif, destiné à manifester son mécontentement aux responsables politiques au pouvoir. 
Le vote sanction est donc une perversion de la procédure électorale démocratique[non neutre] : au lieu de choisir un projet politique qui lui semble dans l'intérêt général, l'électeur vote pour un représentant ou une liste de représentants parce que c'est le meilleur moyen à ses yeux de se payer le pouvoir en place[non neutre]. Le vote sanction est donc un vote éliminatoire. Il faut le distinguer du vote protestataire qui consiste à voter, par mécontentement, pour les extrêmes. Le vote sanction ne se traduit pas forcément par un vote extrême. 

## Causes
La pratique du vote sanction est donc liée à la désaffection des citoyens vis-à-vis du pouvoir politique et va de pair avec la progression du vote protestataire et de l'abstention : c'est un autre signe de la perte de confiance dans le pouvoir à la suite d'affaires de corruption, de promesses trahies ou encore de longues périodes d'inaction (reproche d'« immobilisme »)[réf. nécessaire].
Il est également favorisé par une culture politique de classe. D'après Richard Hoggart en 1957, « en politique, les classes populaires sont dans leur masse portées à un réalisme à courte vue qui leur fait dire que ça ne changera rien à la vie de tous les jours - La politique, ça ne sert à rien... Parler, c'est tout ce qu'ils savent faire. - Tous les politicards, c'est des voleurs ». Ainsi, un électeur sur trois des classes populaires aurait utilisé le scrutin des municipales de 2008 pour voter contre le président d'alors, Nicolas Sarkozy (et pas pour un projet municipal).

## Conséquences
Le vote sanction délégitime et discrédite les vainqueurs de l'élection. Comme sa part du vote total est impondérable, il jette le soupçon sur leur représentativité (ce que les déçus de l'élection ne se privent jamais de faire remarquer). Il affaiblit du même coup leur autorité, c'est-à-dire leur capacité à faire appliquer des décisions et à réformer ce qui doit l'être. Le vote sanction est utilisé comme une arme dans la compétition électorale : si l'opposition ne peut pas encourager l'électeur indécis à voter forcément en sa faveur, il lui reste la possibilité d'attiser le mécontentement contre le pouvoir en place. C'est autant de temps perdu pour l'élaboration et la publication de projets positifs pour la communauté[non neutre].
Par conséquent, le vainqueur de l'élection qui a bénéficié d'un vote sanction risque lui-même le vote sanction, puisqu'un certain nombre d'électeurs qui ont voté contre son concurrent ne seront pas partisans de sa ligne politique et seront tentés de le sanctionner à son tour[réf. nécessaire].
La crainte du vote sanction encourage sans doute les responsables politiques au pouvoir à renoncer à des réformes d'envergure ou à les reporter après les élections, sans les annoncer dans leur programme[réf. nécessaire]. C'est ainsi que la perspective d'une augmentation de la TVA en France par l'UMP, révélée par erreur à la télévision à quelques jours des législatives de juin 2007, aurait privé l'UMP de 80 sièges à l'Assemblée nationale par rapport aux projections initiales.